# Harriet Dart
Harriet Dart (ur. 28 lipca 1996 w Londynie) – brytyjska tenisistka, finalistka Wimbledonu 2021 w grze mieszanej.

## Kariera tenisowa
Dotychczas zwyciężyła w pięciu singlowych i szesnastu deblowych turniejach rangi ITF. 9 września 2024 roku zajmowała najwyższe miejsce w rankingu singlowym WTA Tour – 70. pozycję, a 14 października 2024 osiągnęła najwyższą pozycję w rankingu deblowym – 59. miejsce.
W rozgrywkach WTA zadebiutowała w 2015 roku na turnieju w Eastbourne.
W 2021 roku podczas Wimbledonu osiągnęła finał miksta. Razem z Joem Salisburym przegrali w meczu mistrzowskim 2:6, 6:7(1) z Desirae Krawczyk i Nealem Skupskim.
W 2022 roku razem z Rosalie van der Hoek osiągnęły finał zawodów deblowych cyklu WTA Tour w Gradby. Zawodniczki uległy w nim Alicii Barnett i Olivii Nicholls 7:5, 3:6, 1–10.
W 2023 roku wspólnie z Heather Watson awansowały do finału turnieju w Nottingham, w którym przegrały 6:7(6), 7:5, 8–10 z Ulrikke Eikeri i Ingrid Neel.

## Historia występów wielkoszlemowych
Legenda
     W, wygrany turniej
     F, przegrana w finale
     SF, przegrana w półfinale
     QF, przegrana w ćwierćfinale
     xR, przegrana w x rundzie
     Qx, przegrana w x rundzie kwalifikacji
     A, brak startu
     NH, turniej nie odbył się

### Występy w grze pojedynczej
| Australian Open        | A   | A    | A   | A   | A   | A   | A   | 1R  | 2R  | Q1  | 1R | 1R  | Q2 | 2R | 0 / 5  | 2 – 5  |  |  |  |  |  |  |  |  |  |  |  |
| French Open            | A   | A    | A   | A   | A   | A   | A   | A   | Q2  | Q3  | 1R | Q2  | 1R | Q1 | 0 / 2  | 0 – 2  |  |  |  |  |  |  |  |  |  |  |  |
| Wimbledon              | A   | A    | A   | A   | Q3  | Q1  | 1R  | 3R  | NH  | 1R  | 2R | 1R  | 3R | 1R | 0 / 7  | 5 – 7  |  |  |  |  |  |  |  |  |  |  |  |
| US Open                | A   | A    | A   | A   | A   | A   | Q1  | 1R  | A   | 1R  | 2R | Q2  | 2R |    | 0 / 4  | 2 – 4  |  |  |  |  |  |  |  |  |  |  |  |
|                        |     |      |     |     |     |     |     |     |     |     |    |     |    |    |        |        |  |  |  |  |  |  |  |  |  |  |  |
| Ranking na koniec roku | 942 | 1019 | 532 | 385 | 338 | 315 | 153 | 142 | 150 | 120 | 98 | 138 | 88 |    | 0 / 18 | 9 – 18 |  |  |  |  |  |  |  |  |  |  |  |

### Występy w grze podwójnej
| Australian Open        | A | A    | A   | A   | A   | A   | A   | 2R  | A   | A   | A   | A   | A  | 2R | 0 / 2  | 2 – 2   |  |  |  |  |  |  |  |  |  |  |  |
| French Open            | A | A    | A   | A   | A   | A   | A   | A   | A   | A   | A   | A   | A  | 1R | 0 / 1  | 0 – 1   |  |  |  |  |  |  |  |  |  |  |  |
| Wimbledon              | A | A    | A   | Q1  | Q1  | 1R  | 2R  | 1R  | NH  | 3R  | 3R  | 2R  | 1R | 1R | 0 / 8  | 6 – 8   |  |  |  |  |  |  |  |  |  |  |  |
| US Open                | A | A    | A   | A   | A   | A   | A   | A   | A   | 1R  | 1R  | A   | 3R |    | 0 / 3  | 2 – 3   |  |  |  |  |  |  |  |  |  |  |  |
|                        |   |      |     |     |     |     |     |     |     |     |     |     |    |    |        |         |  |  |  |  |  |  |  |  |  |  |  |
| Ranking na koniec roku | – | 1016 | 470 | 348 | 403 | 302 | 113 | 161 | 177 | 164 | 120 | 156 | 61 |    | 0 / 14 | 10 – 14 |  |  |  |  |  |  |  |  |  |  |  |

### Występy w grze mieszanej
| Australian Open | A | A | A | A | A | A  | A  | A | A  | A | A | A | A  | A | 0 / 0 | 0 – 0 |  |  |  |  |  |  |  |  |  |  |  |
| French Open     | A | A | A | A | A | A  | A  | A | NH | A | A | A | A  | A | 0 / 0 | 0 – 0 |  |  |  |  |  |  |  |  |  |  |  |
| Wimbledon       | A | A | A | A | A | 2R | SF | A | NH | F | A | A | 1R | A | 0 / 4 | 9 – 4 |  |  |  |  |  |  |  |  |  |  |  |
| US Open         | A | A | A | A | A | A  | A  | A | NH | A | A | A | A  |   | 0 / 0 | 0 – 0 |  |  |  |  |  |  |  |  |  |  |  |
|                 |   |   |   |   |   |    |    |   |    |   |   |   |    |   |       |       |  |  |  |  |  |  |  |  |  |  |  |
|                 |   |   |   |   |   |    |    |   |    |   |   |   |    |   | 0 / 4 | 9 – 4 |  |  |  |  |  |  |  |  |  |  |  |

## Finały turniejów WTA
| Legenda                   | Legenda |
| ------------------------- | ------- |
| Wielki Szlem              |         |
| Igrzyska olimpijskie      |         |
| WTA Tour Championships    |         |
| od 2021                   |         |
| WTA 1000 (obowiązkowe)    |         |
| WTA 1000 (nieobowiązkowe) |         |
| WTA 500                   |         |
| WTA 250                   |         |
| WTA 125                   |         |

### Gra podwójna 4 (0–4)
| Końcowy wynik | Nr | Data             | Turniej     | Nawierzchnia  | Partnerka            | Przeciwniczki                     | Wynik finału      |
| ------------- | -- | ---------------- | ----------- | ------------- | -------------------- | --------------------------------- | ----------------- |
| Finalistka    | 1. | 27 sierpnia 2022 | Gradby      | Twarda        | Rosalie van der Hoek | Alicia Barnett Olivia Nicholls    | 7:5, 3:6, 1–10    |
| Finalistka    | 2. | 18 czerwca 2023  | Nottingham  | Trawiasta     | Heather Watson       | Ulrikke Eikeri Ingrid Neel        | 6:7(6), 7:5, 8–10 |
| Finalistka    | 3. | 11 lutego 2024   | Kluż-Napoka | Twarda (hala) | Tereza Mihalíková    | Catherine McNally Asia Muhammad   | 3:6, 4:6          |
| Finalistka    | 4. | 16 czerwca 2024  | Nottingham  | Trawiasta     | Diane Parry          | Gabriela Dabrowski Erin Routliffe | 7:5, 3:6, 9–11    |

### Gra mieszana 1 (0–1)
| Końcowy wynik | Nr | Data          | Turniej   | Nawierzchnia | Partner       | Przeciwnicy                   | Wynik finału |
| ------------- | -- | ------------- | --------- | ------------ | ------------- | ----------------------------- | ------------ |
| Finalistka    | 1. | 11 lipca 2021 | Wimbledon | Trawiasta    | Joe Salisbury | Desirae Krawczyk Neal Skupski | 2:6, 6:7(1)  |

## Finały turniejów WTA 125

### Gra pojedyncza 1 (0–1)
| Końcowy wynik | Nr | Data            | Turniej  | Nawierzchnia | Przeciwniczka       | Wynik finału |
| ------------- | -- | --------------- | -------- | ------------ | ------------------- | ------------ |
| Finalistka    | 1. | 6 stycznia 2024 | Canberra | Twarda       | Nuria Párrizas Díaz | 4:6, 3:6     |

### Gra podwójna 2 (1–1)
| Końcowy wynik | Nr | Data             | Turniej | Nawierzchnia  | Partnerka           | Przeciwniczki                      | Wynik finału   |
| ------------- | -- | ---------------- | ------- | ------------- | ------------------- | ---------------------------------- | -------------- |
| Zwyciężczyni  | 1. | 7 listopada 2021 | Midland | Twarda (hala) | Asia Muhammad       | Peangtarn Plipuech Aldila Sutjiadi | 6:3, 2:6, 10–7 |
| Finalistka    | 1. | 20 kwietnia 2024 | Oeiras  | Ceglana       | Kristina Mladenovic | Francisca Jorge Matilde Jorge      | 0:6, 4:6       |

## Finały turniejów ITF
| turnieje z pulą nagród 100 000 $ (W100)  |
| turnieje z pulą nagród 80 000 $ (W80)    |
| turnieje z pulą nagród 60 000 $ (W75)    |
| turnieje z pulą nagród 40 000 $ (W50)    |
| turnieje z pulą nagród 25/30 000 $ (W35) |
| turnieje z pulą nagród 15 000 $ (W15)    |
| turnieje z pulą nagród 10 000 $          |

### Gra pojedyncza 16 (5–11)
| Rezultat     |     | Data       | Turniej               | ($)     | Naw.            | Przeciwniczka           | Wynik          |
| Finalistka   | 1.  | 18/11/2012 | Edgbaston             | 10 000  | Twarda (hala)   | Renata Voráčová         | 3:6, 2:6       |
| Finalistka   | 2.  | 17/08/2014 | Szarm el-Szejk        | 10 000  | Twarda          | Wałerija Strachowa      | 3:6, 3:6       |
| Zwyciężczyni | 1.  | 05/10/2014 | Edgbaston             | 10 000  | Twarda          | Nuria Párrizas Díaz     | 6:2, 6:1       |
| Zwyciężczyni | 2.  | 05/12/2014 | Dżibuti               | 10 000  | Twarda          | Naomi Totka             | 6:3, 6:2       |
| Finalistka   | 3.  | 16/03/2015 | Jiangmen              | 10 000  | Twarda          | Liu Chang               | 3:6, 0:6       |
| Finalistka   | 4.  | 22/05/2016 | Goyang                | 25 000  | Twarda          | Han Na-lae              | 3:6, 2:6       |
| Zwyciężczyni | 3.  | 25/02/2018 | Altenkirchen          | 25 000  | Dywanowa (hala) | Karolína Muchová        | 7:6(5), 6:2    |
| Finalistka   | 5.  | 11/03/2018 | Jokohama              | 25 000  | Twarda          | Wieronika Kudiermietowa | 2:6, 4:6       |
| Zwyciężczyni | 4.  | 27/10/2018 | Oslo                  | 25 000  | Twarda (hala)   | Paula Badosa            | 6:2, 1:0 krecz |
| Finalistka   | 6.  | 14/04/2019 | Sunderland            | 25 000  | Twarda (hala)   | Laura Ioana Andrei      | 5:7, 6:4, 2:6  |
| Finalistka   | 7.  | 18/10/2020 | Cherbourg-en-Cotentin | 25 000  | Twarda (hala)   | Kaia Kanepi             | 4:6, 4:6       |
| Finalistka   | 8.  | 31/10/2021 | Tyler                 | 80 000  | Twarda          | Misaki Doi              | 6:7(5), 2:6    |
| Zwyciężczyni | 5.  | 07/05/2023 | Nottingham            | 25 000  | Twarda          | Taylah Preston          | 6:0, 6:2       |
| Finalistka   | 9.  | 15/10/2023 | Quinta do Lago        | 40 000  | Twarda          | Gabriela Knutson        | 4:6, 1:6       |
| Finalistka   | 10. | 19/11/2023 | Takasaki              | 100 000 | Twarda          | Yuan Yue                | 7:5, 5:7, 0:6  |
| Finalistka   | 11. | 09/03/2025 | Porto                 | 60 000  | Twarda (hala)   | Victoria Mboko          | 1:6, 1:6       |

### Gra podwójna 31 (16–15)
| Rezultat     |     | Data       | Turniej               | ($)     | Naw.          | Partnerka            | Przeciwniczki                           | Wynik          |
| Zwyciężczyni | 1.  | 02/12/2013 | Szarm el-Szejk        | 10 000  | Twarda        | Katy Dunne           | Csilla Borsányi Aminat Kuszkhowa        | 0:6, 6:4, 10-4 |
| Zwyciężczyni | 2.  | 21/04/2014 | Szarm el-Szejk        | 10 000  | Twarda        | Katy Dunne           | Yuka Mori Eden Silva                    | 6:4, 6:4       |
| Zwyciężczyni | 3.  | 16/08/2014 | Szarm el-Szejk        | 10 000  | Twarda        | Anna Morgina         | Abbie Myers Georgiana Ruhrig            | 6:2, 6:1       |
| Finalistka   | 3.  | 27/09/2014 | Antalya               | 10 000  | Twarda        | Jessica Simpson      | Wang Yan You Xiaodi                     | 1:6, 6:3, 8–10 |
| Finalistka   | 5.  | 16/11/2014 | Susa                  | 10 000  | Twarda        | Francesca Stephenson | Nateła Dzałamidze Ołeksandra Koraszwili | 3:6, 1:6       |
| Zwyciężczyni | 6.  | 10/08/2015 | Chiswick              | 10 000  | Twarda        | Katy Dunne           | Emily Arbuthnott Freya Christie         | 6:2, 6:2       |
| Finalistka   | 6.  | 29/08/2015 | Woking                | 25 000  | Twarda        | Katy Dunne           | Claudia Giovine Despina Papamichail     | 2:6, 1:6       |
| Finalistka   | 9.  | 19/02/2016 | Wirral                | 10 000  | Twarda (hala) | Veronica Corning     | Sarah Beth Grey Olivia Nicholls         | 2:6, 6:1, 8–10 |
| Zwyciężczyni | 9.  | 21/05/2016 | Goyang                | 25 000  | Twarda        | Freya Christie       | Anastasija Gasanowa Maddison Inglis     | 6:3, 6:2       |
| Finalistka   | 11. | 01/10/2017 | Stillwater            | 25 000  | Twarda        | An-Sophie Mestach    | Jovana Jakšić Caitlin Whoriskey         | 6:4, 4:6, 3–10 |
| Zwyciężczyni | 11. | 14/04/2018 | Stambuł               | 60 000  | Twarda        | Ayla Aksu            | Olga Doroszyna Anastasija Potapowa      | 6:4, 7:6(3)    |
| Zwyciężczyni | 12. | 12/05/2018 | Lu’an                 | 60 000  | Twarda        | Ankita Raina         | Liu Fangzhou Xun Fangying               | 6:3, 6:3       |
| Zwyciężczyni | 14. | 30/03/2019 | Croissy-Beaubourg     | 60 000  | Twarda (hala) | Lesley Kerkhove      | Sarah Beth Grey Eden Silva              | 6:3, 6:2       |
| Finalistka   | 12. | 17/10/2020 | Cherbourg-en-Cotentin | 25 000  | Twarda (hala) | Sarah Beth Grey      | Robin Anderson Jessika Ponchet          | 6:4, 4:6, 8–10 |
| Finalistka   | 13. | 25/10/2020 | Reims                 | 25 000  | Twarda (hala) | Sarah Beth Grey      | Séléna Janicijevic Robin Montgomery     | walkower       |
| Finalistka   | 14. | 05/03/2022 | Arcadia               | 60 000  | Twarda        | Giuliana Olmos       | Ashlyn Krueger Robin Montgomery         | walkower       |
| Zwyciężczyni | 15. | 01/04/2023 | Murska Sobota         | 40 000  | Twarda (hala) | Andreea Mitu         | Magali Kempen Xenia Knoll               | walkower       |
| Zwyciężczyni | 16. | 22/10/2023 | Shrewsbury            | 100 000 | Twarda (hala) | Olivia Gadecki       | Elena Malõgina Barbora Palicová         | 6:0, 6:2       |